# Pseudobeta ferruginea
Pseudobeta ferruginea är en skalbaggsart som beskrevs av Maria Helena M. Galileo och Martins 1990. Pseudobeta ferruginea ingår i släktet Pseudobeta och familjen långhorningar. Inga underarter finns listade i Catalogue of Life.